# Saint-Gondran

Saint-Gondran este o comună în departamentul Ille-et-Vilaine, Franța. În 1 ianuarie 2022 avea o populație de 629 de locuitori.